# オーネゾルゲ数
オーネゾルゲ数（オーネゾルゲすう）とは、流体力学で使われる無次元量の一種。慣性力と表面張力の積に対する粘性力の比率で、大きいほど安定した噴流があることを意味する。アモルファスの針金や粉末をガスアトマイズ法で作製する際、オーネゾルゲ数が1より大きい場合は針金状になり、1より小さい場合は粉末状になる。